# チューリッヒ・ゼーバッハ駅
チューリッヒ・ゼーバッハ駅（チューリッヒ・ゼーバッハえき、Zürich Seebach）は、スイスのチューリッヒ市、ゼーバッハ地区にある鉄道駅である。駅は、フルッタル線に位置し、チューリッヒ・SバーンのS6が乗り入れる。